# Такий великий хлопчик
«Такий великий хлопчик» (рос. «Такой большой мальчик») — радянський художній фільм 1967 року, знятий на Кіностудії ім. М. Горького.

## Сюжет
У перші дні Великої Вітчизняної війни молода жінка з трьома дітьми евакуюється з прифронтової зони на Урал. Через деякий час вона отримує похоронку на чоловіка. Старший син Коля стає надійним помічником матері.

## У ролях
- Олексій Жарков — Коля
- Зінаїда Кирієнко — Віра, мати Колі
- Олена Максимова — Пилипівна
- Ніна Зорська — Антоніна Іванівна, вчителька
- Тамара Муріна — листоноша
- Ігор Озеров — Олександр Ніколаєв, папа Коли
- Микола Смирнов — Горохов, воєнком
- Леонід Куравльов — Василь
- Борис Гітін — Гера, син Пилипівни
- Елла Новикова — Рита
- Олег Сіднєв — Олег
- Леонід Халдєй — епізод
- Вадим Захарченко — 'пасажир-спекулянт
- Євген Тетерін — Іван Хомич
- Надія Самсонова — торговка хлібом на товкучці
- Георгій Шаповалов — торговець хлібом на товкучці
- С. Шутов — епізод
- Володимир Ліппарт — Філя, начальник цеху
- Лариса Матвеєнко — дружина Філі
- В'ячеслав Подвиг — Володимир Ніколаєв, боєць в госпіталі
- Микола Горлов — залізничник
- Зоя Толбузіна — жінка на вокзалі
- Манефа Соболевська — жінка на вокзалі
- М. Борщов — епізод
- Станіслав Коренєв — солдат в госпіталі
- Олександр Ушаков — епізод

## Знімальна група
- Режисер — Марія Федорова
- Сценарист — Борис Рахманін
- Оператор — Олексій Полканов
- Композитор — Євген Крилатов
- Художник — Семен Веледницький